# Илия Дарчиашвили
Илия Дарчиашвили (на грузински: ილია დარჩიაშვილი) е грузински политик, дипломат и бивш банков мениджър. От 4 април 2022 г. заема длъжността министър на външните работи на Грузия.

## Биография
Роден е на 21 февруари 1981 г. в град Сигнахи, Грузинска ССР, СССР. През 2002 г. завършва икономика в Тбилиския държавен университет. През 2004 г. получава магистърска степен по икономика и бизнес администрация от Тбилиския държавен университет, а през 2011 г. и от Училището по мениджмънт в Гренобъл, Франция. От 2003 до 2012 г. работи като мениджър на Bank Republic / Société Générale в Тбилиси, след което работи за Министерството на външните работи на Грузия като служител на посолството на Грузия в Полша.
През 2014 г. е назначен за заместник-директор на държавния Фонд за общинско развитие по време на първия мандат на министър-председателя Иракли Гарибашвили, а през следващата година е повишен като негов директор. През същата година е назначен за първи заместник-министър на регионалното развитие и инфраструктурата. От 2016 до 2017 г. е посланик за специални поръчки в Министерството на външните работи. От 2017 до 2021 г. е посланик на Грузия в Полша. Малко след завръщането на Иракли Гарибашвили като министър-председател, през март 2021 г. той става ръководител на администрацията на правителството на Грузия.
На 4 април 2022 г. е назначен от министър-председателя Иракли Гарибашвили за министър на външните работи на Грузия, след като предшественикът му Давид Залкалиани се оттегля, защото става посланик на Грузия в Съединените щати. Назначаването на Илия Дарчиашвили става по време на безпокойство в отношенията с Украйна, причинено от отказа на грузинското правителство да се присъедини към международните санкции срещу Русия на фона започналото през 2022 г. руското нападение над Украйна. Министърът на външните работи на Украйна – Дмитро Кулеба, заявява, че „очаква с нетърпение“ да работи заедно с новоназначения грузински колега. В качеството си на министър първото му посещение е в Брюксел, за срещата на министрите на външните работи на НАТО на 6 април 2022 г.